# EPR-paradox
De EPR-paradox is een gedachte-experiment dat een schijnbare tegenspraak tussen de kwantummechanica en speciale relativiteitstheorie oplevert. Deze heeft fysici lang voor problemen gesteld, maar bleek uiteindelijk voor een deel op te lossen. Voor het resterende deel was het echter nodig om afstand te doen van lokaliteit, door de kwantumverstrengeling. "EPR" staat voor Einstein, Podolsky en Rosen die het gedachte-experiment in 1935 introduceerden om te suggereren dat de kwantummechanica geen complete theorie is. Het wordt soms de EPRB-paradox genoemd naar Bohm, die het originele gedachte-experiment vertaalde naar een experimenteel toetsbaar experiment.

## Het principe
Volgens Einstein was er een conflict tussen de volgende stellingen van de kwantummechanica:
- Bij een experiment kunnen twee deeltjes ontstaan met identieke eigenschappen, ook na langere tijd.
- De uitkomst van een meting aan een deeltje heeft een statistische onzekerheid die principieel niet te voorspellen is (dit bracht Einstein tot de uitspraak dat God niet dobbelt).
- Van een deeltje kunnen nooit tegelijk de positie en de impuls (massa × snelheid) nauwkeurig worden gemeten, de onzekerheidsrelatie van Heisenberg. Wordt de positie nauwkeurig bepaald, dan is de impuls onnauwkeurig, en andersom.

Einstein stelde zich in gedachte twee deeltjes A en B voor, die ieder een andere kant opvliegen tot ze op grote afstand van elkaar zijn. Als dan van A de snelheid wordt gemeten, is ook de snelheid van "tweeling" B  bekend. Meet je tegelijk van B de positie, dan weet je van B zowel de snelheid (via A) als de positie, wat niet mogelijk is volgens de kwantummechanica. Het alternatief is dat A aan B laat weten (via een onbekende weg) dat van hem de snelheid is gemeten, zodat ook B de positie verborgen houdt. Maar als je A en B tegelijk meet, dan moet deze informatie met oneindige snelheid naar B, en dat kan niet volgens de relativiteitstheorie. Einstein had het spottend over een "spukhafte Fernwirkung", een "spookachtige werking op afstand".

## Het experiment
Door David Bohm is dit gedachte-experiment omgezet in een praktisch uitvoerbare meting. Een vereenvoudigde omschrijving daarvan is:
Er is een bron die een elektronenpaar uitzendt waarvan beide elektronen A en B altijd een tegengestelde spin hebben. Spin kan voorgesteld worden als rotatie, links- of rechtsom, "up" of "down" genoemd. Dus is A up, dan is B down en omgekeerd. Beide elektronen schieten ieder een andere kant op, naar twee meetopstellingen op gelijke afstand van de bron.
Van A wordt nu de spin gemeten. Volgens de kwantummechanica (in lijn van de Kopenhaagse interpretatie) wordt pas op dat moment, volstrekt willekeurig, bepaald wat de spin is, bijvoorbeeld up. Tegelijk wordt B gemeten en volgens de kwantummechanica is zijn spin nu met 100% zekerheid down. Als A niet zou zijn gemeten, dan is het resultaat van B willekeurig up of down. Een alternatief is om de rotatie van het ene elektron te veranderen door het door een magnetisch veld te laten gaan, daarbij zou het andere elektron nog steeds een tegenovergestelde rotatie hebben.
Dit is gemeten en blijkt inderdaad zo te zijn. B "weet" dus dat elektron A als up is gemeten.

## Conclusies
De uitslag van de meting kan ook verklaard worden door de opvatting van Einstein dat up/down niet worden bepaald tijdens de meting, maar bij het ontstaan van de elektronen. Die informatie zouden ze vervolgens met zich meedragen op een nog onbekende manier, met een "verborgen variabele". Echter John Bell heeft theoretisch aangetoond dat dit niet het geval is, wat met metingen is bevestigd. De conclusie is dus (voorlopig) dat de drie bovenstaande stellingen van de kwantummechanica volledig kloppen.
Dit kwam volgens Einstein in conflict met de relativiteitstheorie omdat er informatie gaat van elektron A naar B met een oneindige snelheid. Deze paradox werd opgelost door het besef dat de meetstations niet zelf informatie naar elkaar kunnen sturen, sneller dan het licht. Ieder station ziet bij de metingen willekeurig up en down, en pas als ze later de resultaten naast elkaar leggen, blijkt dat ze altijd tegengesteld zijn.
Maar een probleem blijft dat er toch schijnbaar informatie met oneindige snelheid van A naar B gaat. Dit is alleen op te lossen door te veronderstellen dat de elektronen A en B in onze wereld ver uit elkaar staan, maar "ergens anders" dicht bij elkaar, of zelfs samen één deeltje vormen. Denk bijvoorbeeld aan een tweedimensionale ruimte in de vorm van een strook papier. Buig deze rond en prik beide einden met een speld aan elkaar. De tweedimensionale wezens die in het papier leven zien dan op afstand van elkaar twee metalen schijfjes, maar in de derde dimensie blijkt dat het twee doorsneden zijn van één speld.
In feite is tot op heden geen theorie bekend over de verbinding van elektronen A en B. Maar uit de kwantummechanica volgt dus wel het principe van non-lokaliteit. Dat wil zeggen, wij kunnen twee deeltjes op twee verschillende lokaliteiten zien, maar "elders" liggen die deeltjes bij/op/in elkaar verstrengeld, oftewel de kwantumverstrengeling.

## Het experiment, uitgebreid
Een meer complete beschrijving van de meting is:
We hebben een bron die een elektronenpaar uitzendt. Volgens de kwantummechanica kunnen we ervoor zorgen dat onze bron de elektronen zo uitzendt dat elk elektronenpaar een kwantumtoestand bezet die een spin singlet wordt genoemd. Dit kan gezien worden als een kwantumsuperpositie van twee toestanden die we I en II zullen noemen. In toestand I heeft elektron A een naar boven gerichte spin langs de z-as en elektron B een naar beneden gerichte spin langs de z-as. In toestand II is het andersom. Het is onmogelijk beide elektronen dezelfde spin te geven. Daarom zegt men dat ze verstrengeld zijn.
Van elektron A wordt nu de spin gemeten. Hij kan een van de twee mogelijke uitkomsten verkrijgen: naar boven of naar beneden. Stel dat hij een naar boven gerichte spin langs de z-as vindt. Volgens de kwantummechanica stort de kwantumtoestand van het systeem dan ineen naar toestand I. (Verschillende interpretaties van de kwantummechanica hebben verschillende manieren om dit te beschrijven, maar het resultaat is overal hetzelfde.) De kwantumtoestand bepaalt de waarschijnlijkheid van de uitkomst van een meting die op het systeem wordt uitgevoerd. Als vervolgens van elektron B de spin wordt gemeten, blijkt hij met 100% zekerheid een naar beneden gerichte spin te hebben langs de z-as. En omgekeerd: als A een naar beneden gerichte spin langs de z-as heeft, zal B een naar boven gerichte spin langs de z-as hebben.
Er is overigens niets speciaals aan de keuze van onze z-as. Stel dat elektronen A en B om de x-as worden gemeten. Volgens de kwantummechanica kan de spin-singlettoestand net zo goed uitgedrukt worden als een superpositie van spintoestanden die in de x-richting wijzen. We zullen deze toestanden Ia en IIa noemen. A wordt gemeten met een spin naar boven en B naar beneden langs de x-as in Ia. A heeft spin naar beneden en B naar boven langs de x-as in toestand IIa. Als van A nu de spin naar boven langs de x-as wordt gemeten, dan stort de golffunctie van het systeem in en zal B een spin naar beneden krijgen en als A spin naar beneden heeft, zal B spin naar boven langs de x-as hebben.
In de kwantummechanica zijn de x-spin en de z-spin incompatibele observabelen. Dat betekent dat er een Heisenberg onzekerheidsrelatie tussen de twee observabelen is: een kwantumtoestand kan niet een welbepaalde waarde bezitten voor beide variabelen. Stel dat A langs de z-as wordt gemeten en de z-spin naar boven krijgt, zodat de kwantumtoestand ineenstort in toestand I, maar dat B niet langs de z-as maar langs de x-as wordt gemeten. Volgens de kwantummechanica heeft B een kans van 50% om een spin naar boven langs de x-as te krijgen en 50% kans op een spin naar beneden langs de x-as. Het is onmogelijk te voorspellen welke uitkomst B zal geven, voordat het experiment daadwerkelijk wordt uitgevoerd.
Hoewel de spin gebruikt is als voorbeeld, bestaan er veel fysische grootheden (die in de kwantumfysica "observabelen" worden genoemd) die gebruikt kunnen worden om kwantumverstrengeling te produceren. Voor de experimentele uitvoering van het EPR-experiment wordt vaak gebruikgemaakt van de polarisatie van fotonen, omdat gepolariseerde fotonen gemakkelijk geprepareerd en gemeten kunnen worden.